# Rotundopteryx sylviae
Rotundopteryx sylviae är en tvåvingeart som beskrevs av Duckhouse 1990. Rotundopteryx sylviae ingår i släktet Rotundopteryx och familjen fjärilsmyggor. Inga underarter finns listade i Catalogue of Life.